# Paizay-Naudouin-Embourie
Paizay-Naudouin-Embourie ist eine französische Gemeinde mit 351 Einwohnern (Stand: 1. Januar 2022) im Département Charente in der Region Nouvelle-Aquitaine (bis 2015 Poitou-Charentes). Sie gehört zum Arrondissement Confolens und zum Gemeindeverband Val de Charente. Die Bewohner werden Paizéens genannt.

## Geografie
Die Gemeinde Paizay-Naudouin-Embourie liegt im Nordwesten des Départements Charente am Rand der historischen Provinz Angoumois an der Grenze zum Département Deux-Sèvres, auf halbem Weg zwischen Niort und Angoulême und etwa 75 Kilometer von der Atlantikküste entfernt. Durch das nach Westen sanft abfallende Gelände des Gemeindegebietes fließt die Aume, ein rechter Nebenfluss der Charente. Mit 25,42 km² gehört Paizay-Naudouin-Embourie zu den nach Fläche größeren Gemeinden des Départements. Zur Gemeinde gehören neben den beiden namengebenden Dörfern Paizay Naudouin und Embourie die Weiler Le Fouilloux, Puits Chauvet Bas, Puits Chauvet Haut, Rolaire, Bramefan, Tourteron, Le Peu, Les Moulins, Les Châgnerasses, Saveille, Les Défens, La Mardigrelle, Le Pontereau, Le Chêne, Les Justices, Fontgrolle, La Feuilletrie, Rondeau, Villeprévoir, Les Quéraux, Les Allards, Le Breuil Tison, Logis de Ferret und Frédière. Umgeben wird Paizay-Naudouin-Embourie von den Nachbargemeinden Hanc und Pioussay im Norden, Theil-Rabier und La Magdeleine im Nordosten, Empuré im Osten, Longré im  Süden, Couture-d’Argenson im Südwesten sowie Loubillé im Westen.

## Ortsnamen
Die frühen Namen sind Noduis im Jahr 1110, Paizai feudum (Festung) im Jahr 1242, Payzaco und Peizay im 14. Jahrhundert, Paysaco 1326. Der Ursprung des Namens Paizay geht auf einen gallo-römischen Personennamen Pasius zurück, an den das Suffix -acum angehängt ist, das Pasiacum (Feld von Pasius), entsprechen würde. Der Name Naudouin könnte auf einen germanischen Namen Audowin zurückgehen.
Eine alte Schreibweise des Dorfes Embourie ist Emborisio. Dessen Ursprung geht auf den lateinischen Ortsnamen Emporium (der Markt) zurück. Eine andere nicht favorisierte Deutung sieht die Herkunft des Namens vom gallischen Amborix abgeleitet.
1793 hieß die Gemeinde Paisais, 1801 Pesay-Naudouin und Paizay-Naudouin. 1973 entstand die Gemeinde Paizay-Naudouin-Embourie durch die Fusion mit der bis dahin eigenständigen Gemeinde Embourie.

## Bevölkerungsentwicklung
| Jahr      | 1962 | 1968 | 1975 | 1982 | 1990 | 1999 | 2006 | 2013 | 2021 |
| Einwohner | 564  | 573  | 583  | 514  | 493  | 423  | 405  | 84   | 361  |

Im Jahr 1851 wurde mit 939 Bewohnern die bisher höchste Einwohnerzahl ermittelt. Die Zahlen basieren auf den Daten von cassini.ehess und INSEE.

## Sehenswürdigkeiten
- Kirche Saint-Genis im Dorf Embourie aus dem 12. Jahrhundert, Monument historique seit 1987[9]
- Gallo-römische Villa von Châteliers, frei zugängliche Ausgrabungsstätte in Embourie, die verschiedene Stufen der Besiedlung vom 1. bis 4. Jahrhundert zeigt, Monument historique seit 1983[10]
- Château de Saveille im Ortsteil Saveille, großer rechteckiger Schlossbau aus dem 15. und 16. Jahrhundert, umgeben von Wassergräben und flankiert von Ecktürmchen, Monument historique[11]
- Kirche Saint-Hilaire in Paizay-Naudouin
- Logis im Ortsteil Tourteron
- Gefallenendenkmal
- Lavoir

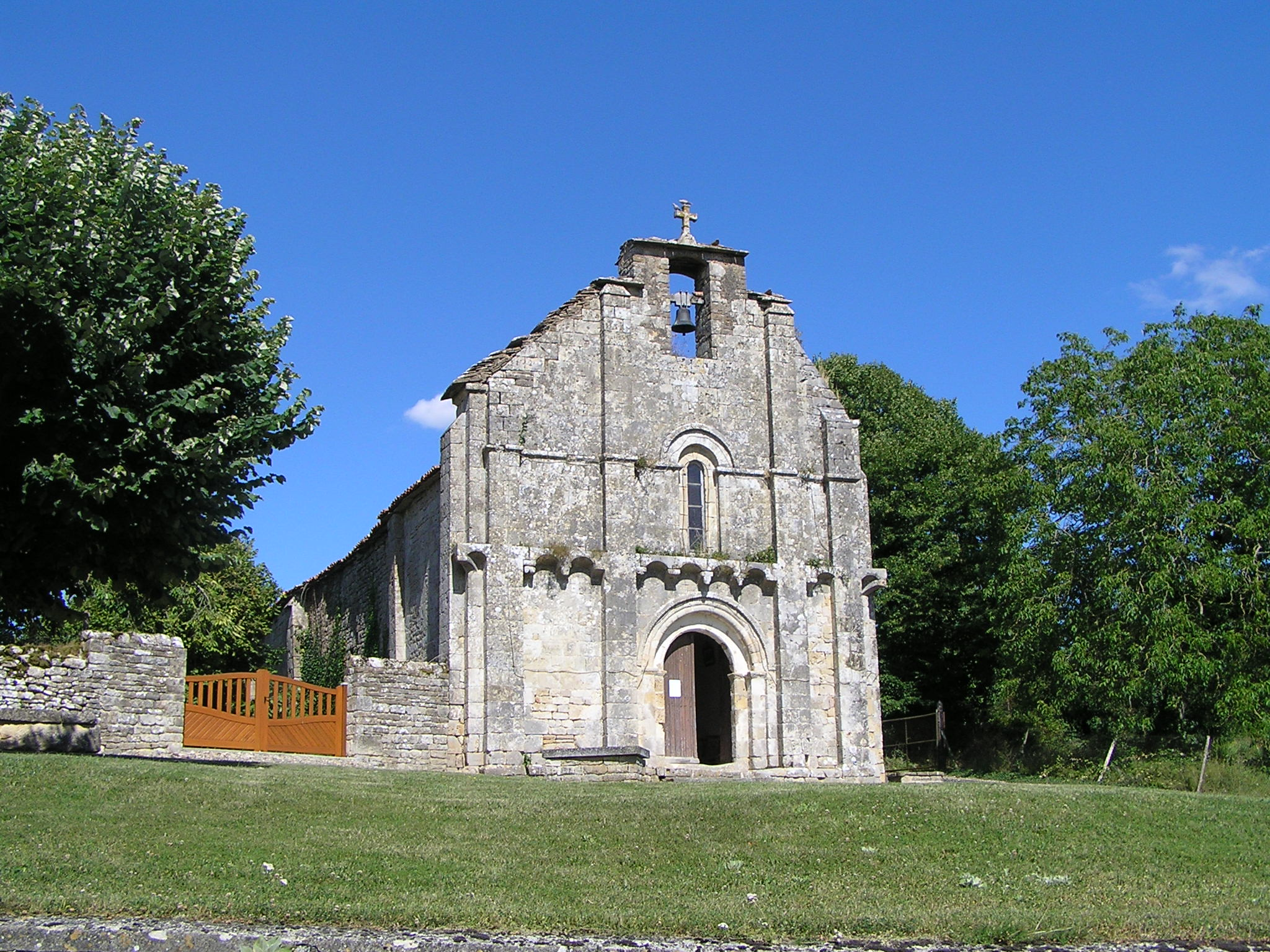
Kirche Saint-Genis in Embourie
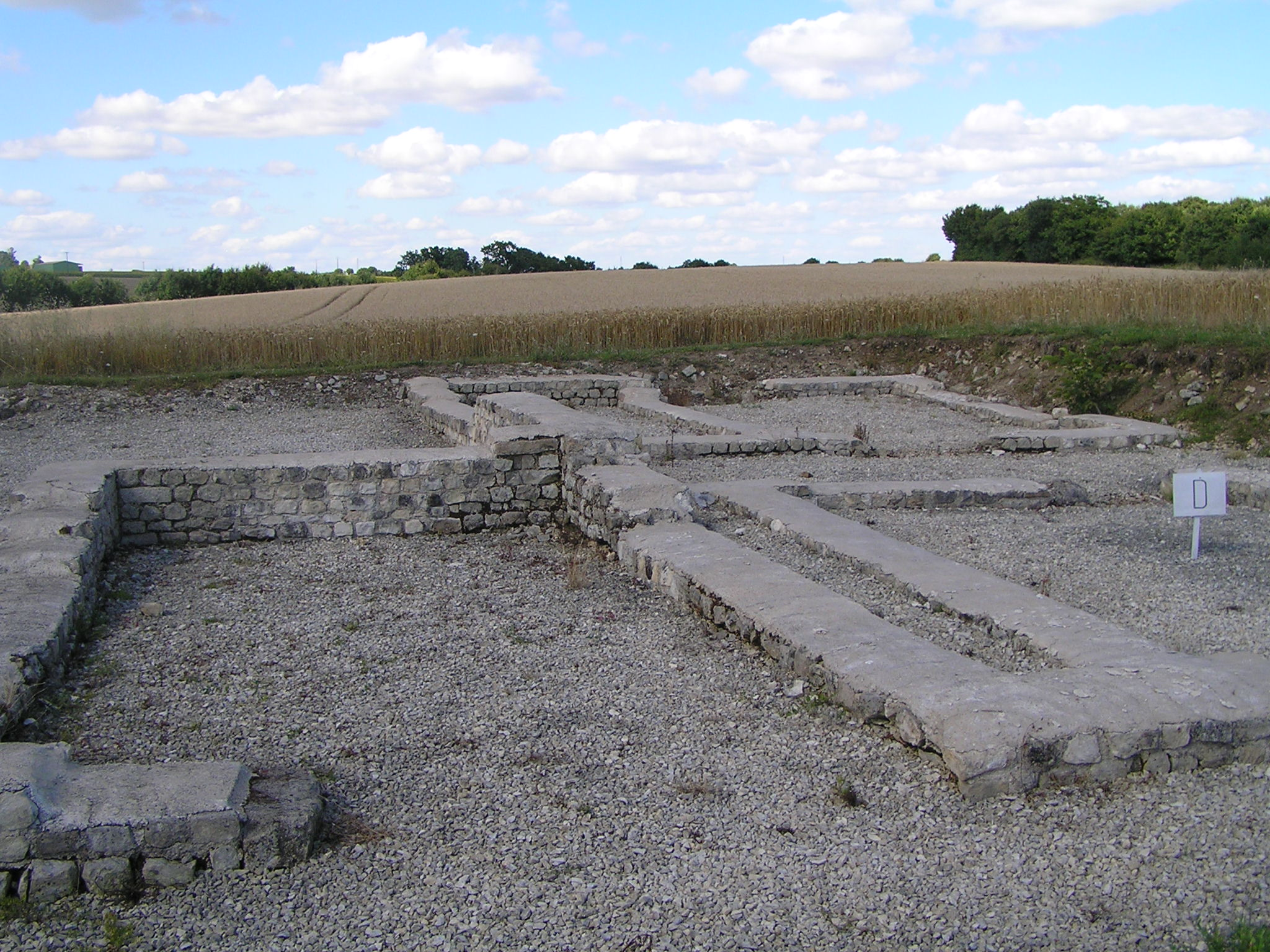
Ausgrabungsstätte in Embourie
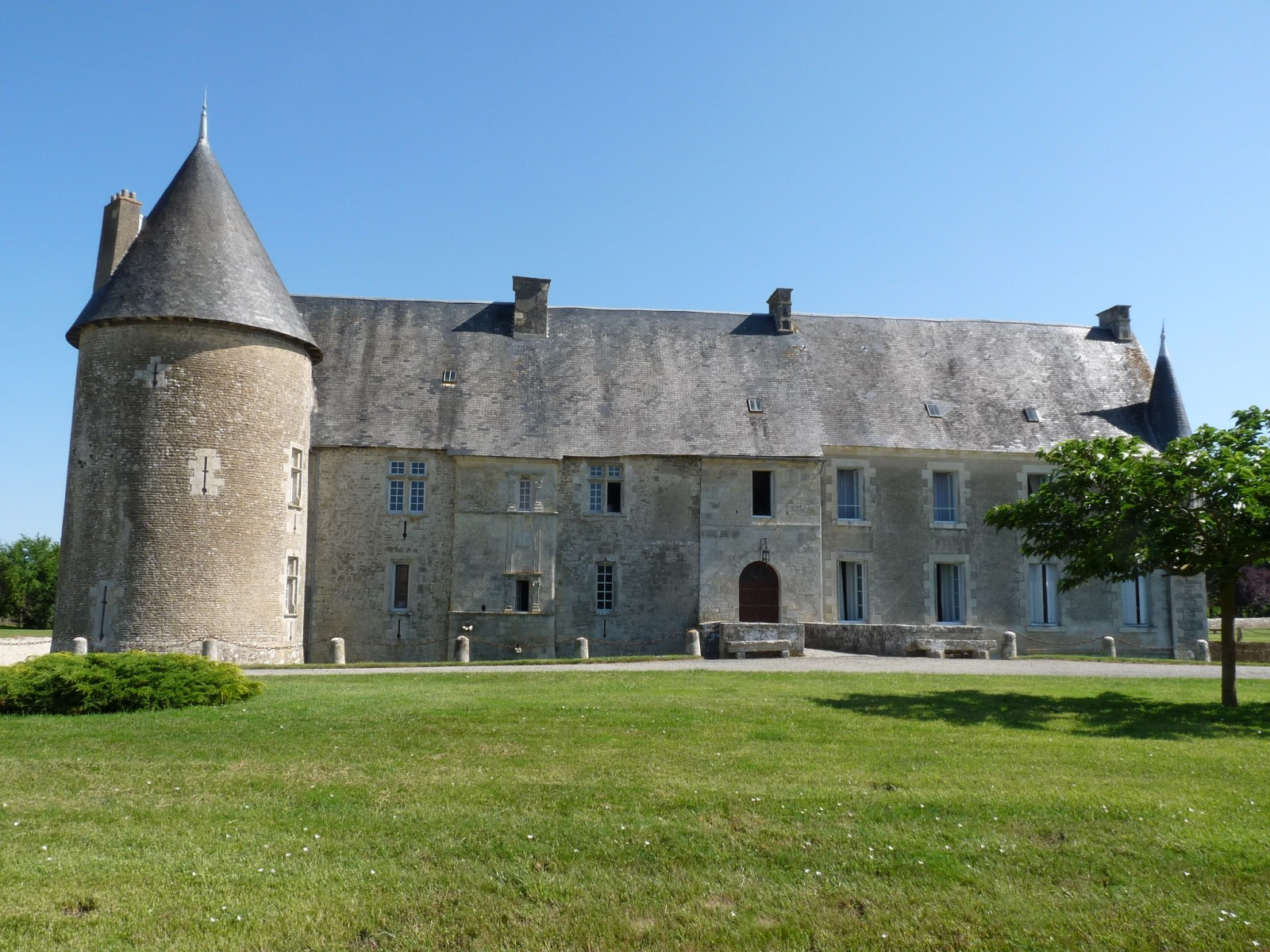
Château de Saveille
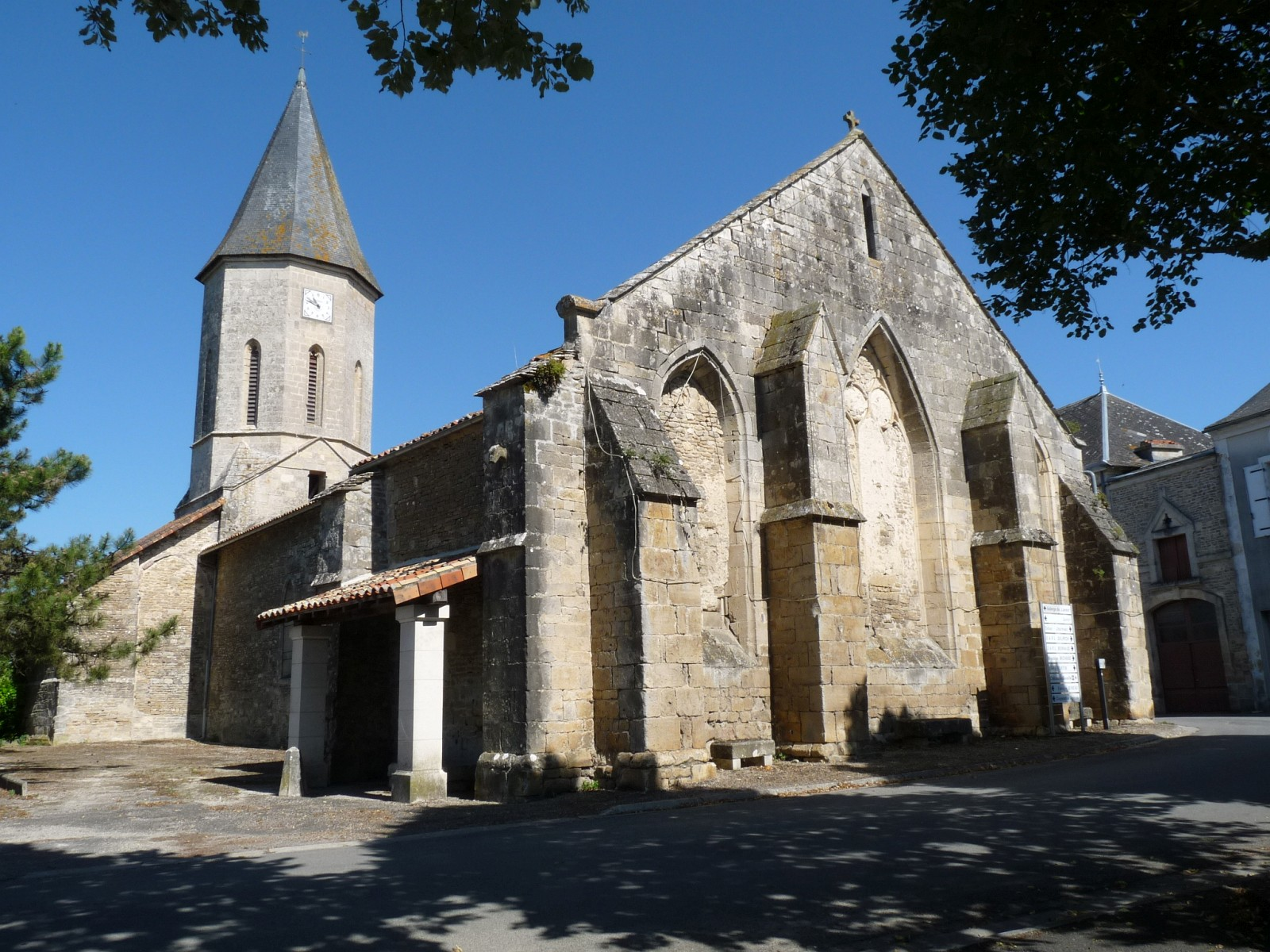
Kirche Saint-Hilaire
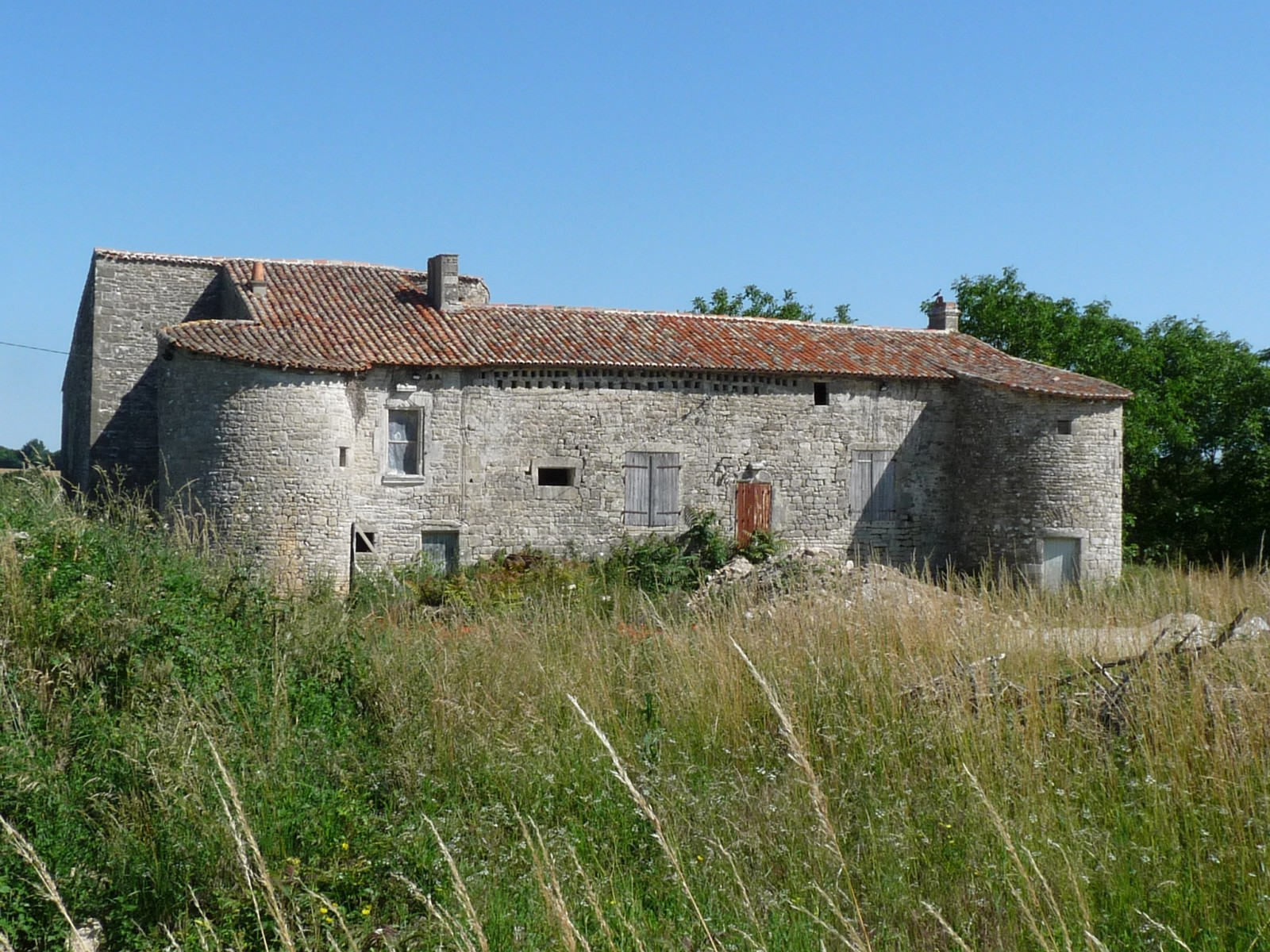
Logis de Tourteron
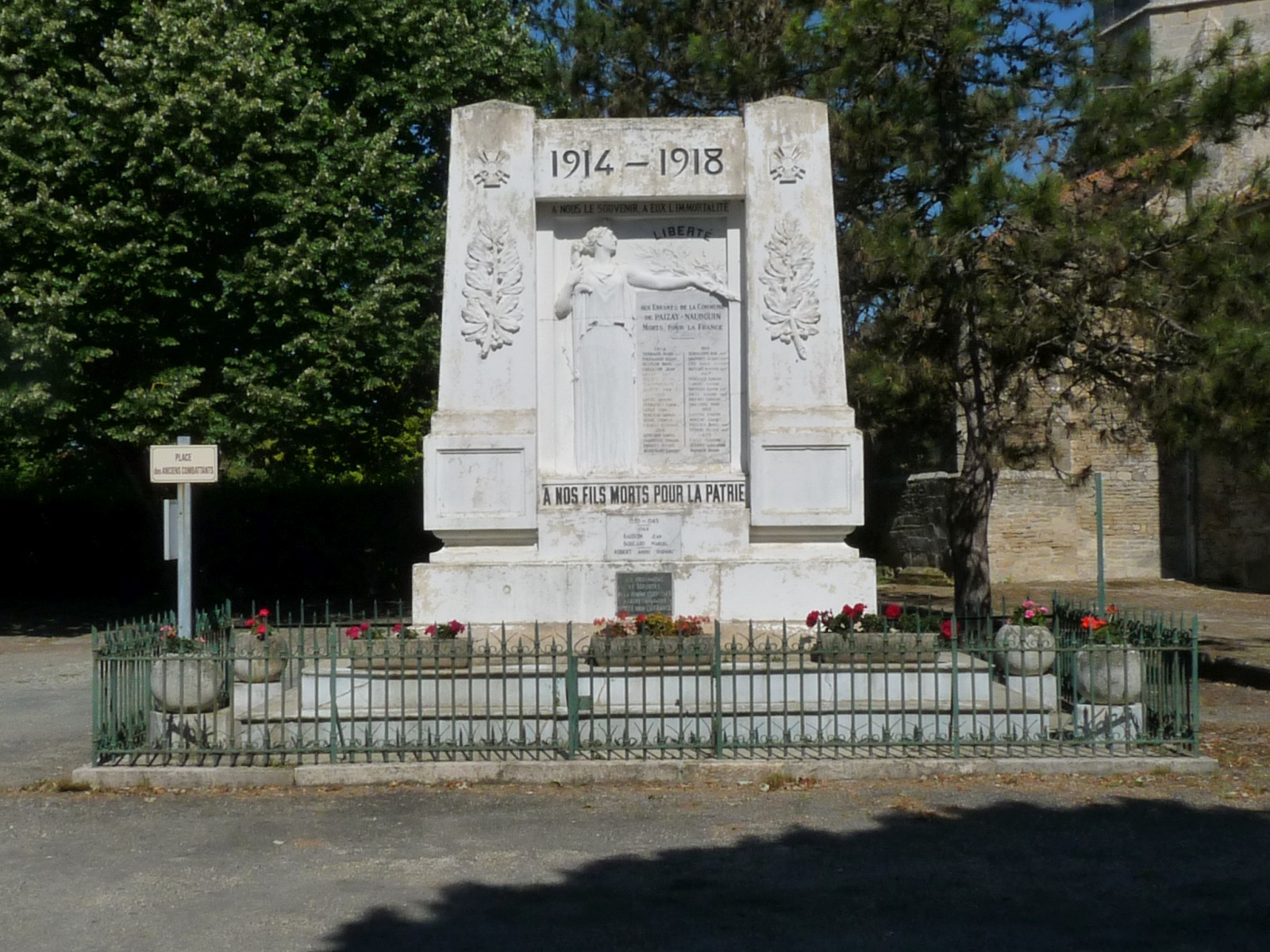
Gefallenendenkmal

## Wirtschaft und Infrastruktur
Die Gemeinde ist landwirtschaftlich geprägt. In Paizay-Naudouin-Embourie sind 26 Landwirtschaftsbetriebe ansässig (Getreide- und Gemüseanbau, Milchviehhaltung).
Paizay-Naudouin-Embourie liegt abseits der überregional wichtigen Verkehrsachsen. Im 15 Kilometer östlich gelegenen Ruffec besteht Anschluss an die autobahnartig ausgebaute RN 10 von Poitiers nach Angoulême.

## Belege
1. ↑  Jean Nanglard, Livre des fiefs de Guillaume de Blaye, évêque d'Angoulême [« Liber feodorum »], t. 5, Société archéologique et historique de la Charente, 1905 (1re éd. 1273), 404 p. (lire en ligne [archive]), p. 34,161,245
2. ↑  Jean Nanglard, Pouillé historique du diocèse d'Angoulême, t. III, Angoulême, imprimerie Despujols, 1900, 582 p., S. 199
3. ↑  Jean Nanglard, Pouillé historique du diocèse d'Angoulême, t. III, Angoulême, imprimerie Despujols, 1900, 582 S., p. 193
4. ↑  Jean Talbert, Origine des noms de lieux, 1928
5. ↑  Albert Dauzat et Charles Rostaing, Dictionnaire étymologique des noms de lieux en France, Paris, Librairie Guénégaud, 1989 (1re éd. 1963), 738 S. (ISBN 2-85023-076-6), S. 262.
6. ↑  Paizay-Naudouin-Embourie auf cassini-ehess.fr
7. ↑  Paizay-Naudouin-Embourie auf cassini.ehess
8. ↑  Paizay-Naudouin-Embourie auf INSEE
9. ↑  Kirche Saint-Genis in der Base Mérimée des Kulturministeriums. Abgerufen am 14. Dezember 2018 (französisch).
10. ↑  Gallo-römische Villa von Châteliers in der Base Mérimée des Kulturministeriums. Abgerufen am 14. Dezember 2018 (französisch).
11. ↑  Château de Saveille in der Base Mérimée des Kulturministeriums. Abgerufen am 14. Dezember 2018 (französisch).
12. ↑  Landwirtschaftsbetriebe auf annuaire-mairie.fr